# Tingleboom

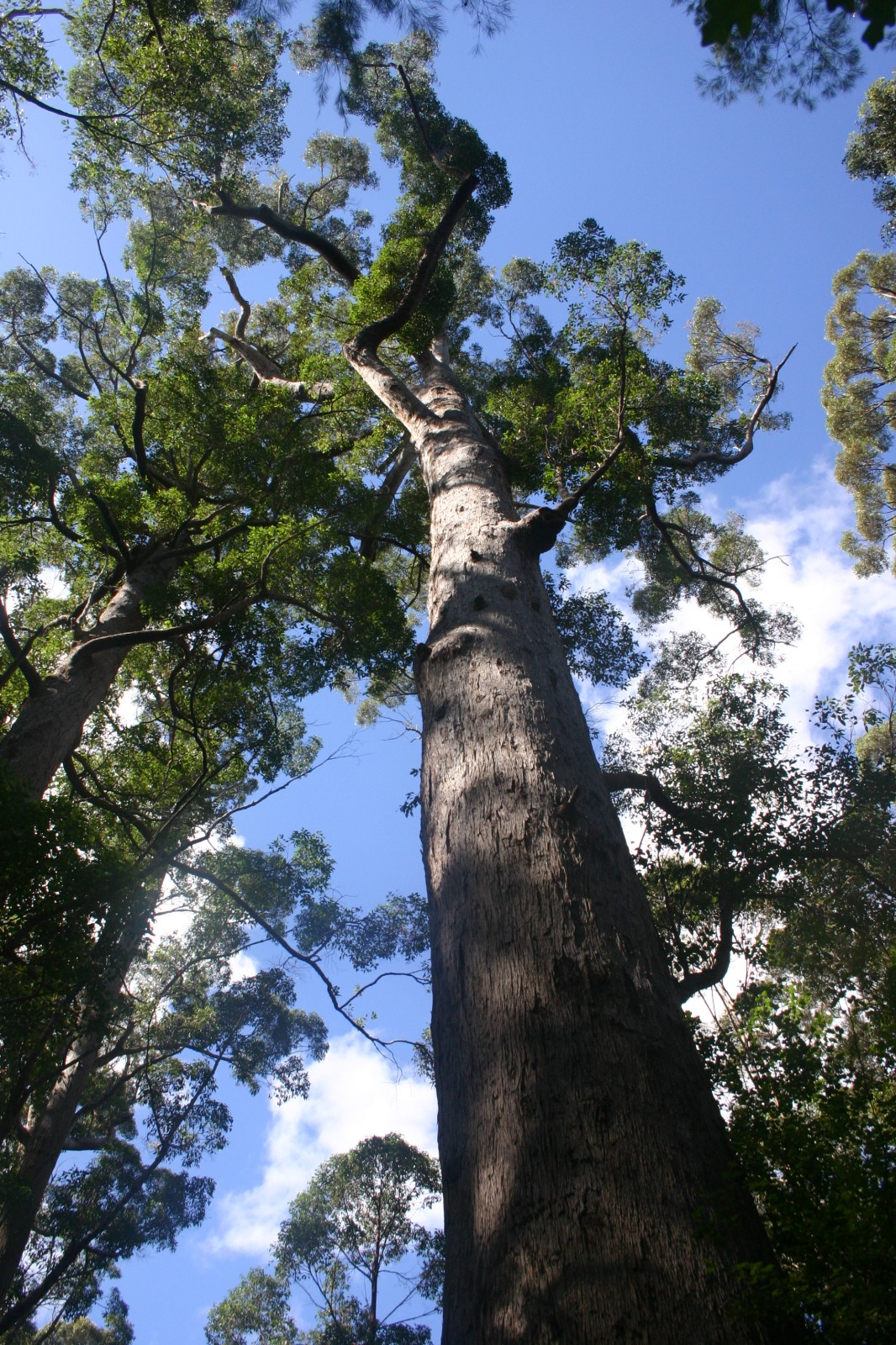
Eucalyptus brevistylis

Tingleboom is een verzamelnaam voor drie soorten eucalyptusbomen.
De term is afkomstig uit het bosbeheer en wordt algemeen gebruikt in Australië. Het woord is vermoedelijk afkomstig van de Aborigines uit de Nyungah taalgroep.
De bomen zijn endemisch in het zuidwesten van West-Australië. Ze groeien enkel in de vochtige bossen in de streek rond Walpole.
De drie eucalyptusbomen die tinglebomen worden genoemd zijn:
- Eucalyptus brevistylis (Rate's tingle)[1]
- Eucalyptus guilfoylei (yellow tingle)[2]
- Eucalyptus jacksonii (red tingle)[3]

De rode tingle en Rate's tingle vormen samen het ondergeslacht Eucalyptus. De gele tingle is de enige boom in het ondergeslacht Cruciformes.